# Comuni di Porto Rico
I comuni di Porto Rico (in spagnolo: municipios de Puerto Rico) sono la suddivisione territoriale di primo livello del paese.

## Lista

Mappa dei comuni di Porto Rico

La seguente tabella include i settantotto comuni di Porto Rico in ordine alfabetico con l'anno di fondazione.
| Comune              | Anno di fondazione |
| ------------------- | ------------------ |
| Adjuntas            | 1815               |
| Aguada              | 1692               |
| Aguadilla           | 1775               |
| Aguas Buenas        | 1838               |
| Aibonito            | 1824               |
| Arecibo             | 1614               |
| Arroyo              | 1852               |
| Añasco              | 1733               |
| Barceloneta         | 1881               |
| Barranquitas        | 1803               |
| Bayamón             | 1772               |
| Cabo Rojo           | 1771               |
| Caguas              | 1775               |
| Camuy               | 1807               |
| Canóvanas           | 1970               |
| Carolina            | 1857               |
| Cataño              | 1927               |
| Cayey               | 1773               |
| Ceiba               | 1838               |
| Ciales              | 1820               |
| Cidra               | 1809               |
| Coamo               | 1570               |
| Comerío             | 1826               |
| Corozal             | 1795               |
| Culebra             | 1880               |
| Dorado              | 1842               |
| Fajardo             | 1760               |
| Florida             | 1971               |
| Guánica             | 1914               |
| Guayama             | 1736               |
| Guayanilla          | 1833               |
| Guaynabo            | 1769               |
| Gurabo              | 1815               |
| Hatillo             | 1823               |
| Hormigueros         | 1874               |
| Humacao             | 1793               |
| Isabela             | 1819               |
| Jayuya              | 1911               |
| Juana Díaz          | 1798               |
| Juncos              | 1797               |
| Lajas               | 1883               |
| Lares               | 1827               |
| Las Marías          | 1871               |
| Las Piedras         | 1801               |
| Loíza               | 1719               |
| Luquillo            | 1797               |
| Manatí              | 1738               |
| Maricao             | 1874               |
| Maunabo             | 1779               |
| Mayagüez            | 1760               |
| Moca                | 1772               |
| Morovis             | 1818               |
| Nagüabo             | 1821               |
| Naranjito           | 1824               |
| Orocovis            | 1825               |
| Patillas            | 1811               |
| Peñuelas            | 1793               |
| Ponce               | 1692               |
| Quebradillas        | 1823               |
| Rincón              | 1770               |
| Río Grande          | 1840               |
| Sabana Grande       | 1814               |
| Salinas             | 1851               |
| San Germán          | 1570               |
| San Juan (capitale) | 1521               |
| San Lorenzo         | 1811               |
| San Sebastián       | 1752               |
| Santa Isabel        | 1842               |
| Toa Alta            | 1751               |
| Toa Baja            | 1747               |
| Trujillo Alto       | 1801               |
| Utuado              | 1739               |
| Vega Alta           | 1775               |
| Vega Baja           | 1776               |
| Vieques             | 1843               |
| Villalba            | 1917               |
| Yabucoa             | 1793               |
| Yauco               | 1756               |